# هامبورگ (نیوجرسی)
هامبورگ (به انگلیسی: Hamburg) شهری در ایالت نیوجرسی کشور ایالات متحده آمریکا است که جمعیت آن در سرشماری سال ۲۰۱۰ میلادی، ۳٬۲۷۷ نفر بوده‌است.